# Great Barford
Great Barford ist ein kleiner Ort und eine Gemeinde in Bedfordshire, England, etwa sieben Kilometer (4,4 ml) nordöstlich von Bedford am Great Ouse River. 
An der Gemeinde Great Barford führt die A 421 vorbei, die Bedford und St Neots in Cambridgeshire verbindet. Die A 421 wurde am 24. August 2006 in Betrieb genomment.
Die Gemeinde ist bekannt durch ihre Allerheiligen-Kirche mit ihrem Turm aus dem 15. Jahrhundert und durch die Brücke gleichen Baustils aus demselben Jahrhundert. Die Umgebung und die historischen Bauwerke machen die Gemeinde zu einem beliebten Ausflugsziel für Kanufahrten, Angeln und Picknicks. Nahe gelegene Ortschaften sind Renhold und Blunham.
Great Barford pflegt eine Städtepartnerschaft mit Wöllstein in Rheinland-Pfalz.